# 마테오 주피
마테오 주피(이탈리아어: Matteo Zuppi, 1955년 10월 11일 - )는 이탈리아의 로마 가톨릭교회 추기경이다.
2015년 10월 27일부터 볼로냐 대교구장을 지내고 있으며, 2022년 5월 24일부터 이탈리아 가톨릭 주교회의 의장을 맡고 있다.